# Championnat de Singapour de football 1999
Navigation
Saison 1998 Saison 2000
La saison 1999 du Championnat de Singapour de football est la soixante-septième édition de la première division à Singapour. 
Cette saison est la quatrième édition de la S-League, le championnat fermé organisé par la fédération singapourienne. Il n'y a pas de relégation puisque les clubs inscrits sont des franchises, à l'image de ce qui se fait dans les championnats australien ou américain. 
C'est le club de Home United FC qui remporte le championnat cette saison, après avoir terminé en tête du classement final, avec deux points d'avance sur le double tenant du titre, Singapore Armed Forces FC et dix sur Tanjong Pagar United FC. C'est le deuxième titre de champion de Singapour du club, le premier avait été obtenu sous le nom de Police SA en 1985.
Le club de Clementi Khalsa FC est incorporé à la S-League à partir de cette saison.

## Les clubs participants
| - Home United FC - Tanjong Pagar United FC - Singapore Armed Forces FC - Woodlands Wellington FC - Jurong SC - Marine Castle United | - Tampines Rovers - Geylang United - Balestier Central - Sembawang Rangers - Gombak United FC - Clementi Khalsa |

## Compétition
Le barème de points servant à établir le classement se décompose ainsi :
- Victoire : 3 points ;
- Match nul : 1 point ;
- Défaite : 0 point.

### Classement
| Rang | Équipe                      | Pts | J  | G  | N | P  | Bp | Bc | Diff |
| ---- | --------------------------- | --- | -- | -- | - | -- | -- | -- | ---- |
| 1    | Home United FC              | 51  | 22 | 15 | 6 | 1  | 42 | 16 | +26  |
| 2    | Singapore Armed Forces FCTC | 49  | 22 | 14 | 7 | 1  | 63 | 24 | +39  |
| 3    | Tanjong Pagar United FC     | 41  | 22 | 11 | 8 | 3  | 40 | 25 | +15  |
| 4    | Geylang United              | 35  | 22 | 9  | 8 | 5  | 33 | 21 | +12  |
| 5    | Gombak United FC            | 32  | 22 | 8  | 8 | 6  | 35 | 35 | 0    |
| 6    | Jurong SC                   | 31  | 22 | 9  | 4 | 9  | 37 | 32 | +5   |
| 7    | Balestier Central           | 26  | 22 | 6  | 8 | 8  | 25 | 27 | -2   |
| 8    | Sembawang Rangers           | 23  | 22 | 5  | 8 | 9  | 30 | 36 | -6   |
| 9    | Woodlands Wellington FC     | 22  | 22 | 6  | 4 | 12 | 30 | 44 | -14  |
| 10   | Tampines Rovers             | 20  | 22 | 4  | 8 | 10 | 25 | 39 | -14  |
| 11   | Clementi KhalsaP            | 15  | 22 | 3  | 6 | 13 | 29 | 55 | -26  |
| 12   | Marine Castle United        | 12  | 22 | 3  | 3 | 16 | 21 | 56 | -35  |

|  | Qualification pour la Coupe d'Asie des clubs champions 2000-2001                         |
|  | Qualification pour la Coupe des Coupes 2000-2001                                         |
|  | T : Tenant du titre C : Vainqueur de la Coupe de Singapour P : Club débutant en S-League |

## Bilan de la saison
| Championnat de Singapour de football 1999  |                           |
| Champion                                   | Home United FC (2e titre) |
| Coupes et trophées                         |                           |
| Vainqueur de la Coupe de Singapour 1999    | Singapore Armed Forces FC |
| Qualifications continentales               |                           |
| Coupe d'Asie des clubs champions 2000-2001 | Home United FC            |
| Coupe des Coupes 2000-2001                 | Singapore Armed Forces FC |
| Promotions et relégations                  |                           |
| Promus en S-League                         | Aucun                     |
| Relégués en Division II                    | Aucun                     |